# کتابخانه سومریان
کتابخانه سومریان(Sumerian) حدود چهارصد سال پیش، مورخان و پژوهشگران عرصه تاریخ درباره سابقه و سرگذشت تمدن در میان دو رود (بین‌النهرین _ سرزمین مابین دو رود دجله و فرات) اطلاعات زیادی نداشتند و عمده آگاهی‌های آنان از تورات گرفته شده بود. تا این که برخی جهانگردان اروپایی که در فلسطین بودند به این منطقه گام نهادند و مدتی در آن‌جا زیستند. از جمله انگلیسی‌ها و فرانسوی‌ها و نیز ایتالیایی‌ها که به تحقیق گسترده‌ای در این ناحیه اهتمام ورزیدند.
در آن‌جا الواح گِلی‌ای را که حاوی نوشته‌هایی بود مشاهده کردند، اما چون کسی قادر به درک و فهم آنان نبود، دریافتند که باید مربوط به مدت‌ها قبل باشد. سیاحتگران تعدادی از این الواح را به اروپا بردند و پژوهشگران به مطالعه آن‌ها مشغول شدند. نظیر همین رویداد در ایران نیز اتفاق افتاد، که نتیجه آن کشف و بازخوانی خط میخی بود. سپس شمار زیادی از پژوهشگران به میان دو رود آمدند و از نزدیک به کاوش‌های باستان‌شناختی و مطالعه آثار تاریخی پرداختند. عمر قدیمی‌ترین این الواح به ۳۰۰۰ سال پیش از میلاد می‌رسید بنابراین می‌توان نتیجه گرفت که پیدایش خط میخی نیز دست کم به همین میزان عمر دارد.
اکنون هزاران قطعه از این الواح گلی در اختیار پژوهشگران و محققان است که با زحمت فراوان موفق شده‌اند آن‌ها را بخوانند، این الواح در حقیقت کتاب‌های آن دوران شکوهمند عهد طلایی اور است. کتابخانه «تلو» که الواح گلی آن حدود ۳۰ هزار گمانه‌زنی شده‌است را می‌توان «کهن‌ترین کتابخانه جهان» که در میان دو رود بوده‌است نام برد. محتوای این الواح گلی شامل موضوعاتی چون تعلیم و تربیت، مسائل حقوقی و شهروندی، افسانه‌های پیشین، پرستش خدایان، سرگذشت جنگ‌ها، داد وستدها، علائم جادویی و افسانه‌ای، دعاها و مناسک قربانیان، نیایش‌های خالصانه مردم، سروده‌های مذهبی و... می‌شود که اکثریت آن به مسائل حقوق شهروندی و داد و ستدهای بازرگانی مربوط می‌شود. همان‌طور که گذشت قدیمی‌ترین نظام نگارش متون در قدیم به خط میخی (Cuneiform) بوده‌است که اعتبار خود سومریان نیز بدان معطوف است. چون برای نوشتن از قلمی فلزی و به شکل میخ استفاده می‌شده‌است، خط نیز به نوبه خود به میخی معروف شده‌است که بر زمینه‌هایی از گل نرم (لس) می‌نگاشتند. برای این منظور نیز کاتبانی تربیت شده بودند که پس از نگاشتن گل نرم را می‌پختند تا سخت شود. سومریان برای محافظت این گل‌نوشته‌ها آن‌ها را در معابد قرار می‌دادند.
این لوح‌ها که تا حال نگاشته‌های خویش را حفظ کرده‌اند قدیمی‌ترین ادبیات مکتوب شناخته‌شده در جهان را به انسان‌های امروزین معرفی ساخته‌است. سومریان از نیمه هزاره چهارم قبل از میلاد تا حدود ۱۰۰۰ سال قبل از میلاد که توسط ایلامی‌ها منقرض شدند حدود ۲۵ قرن در میان دو رود با کشمکش فراوان زمام امور را در دست داشتند؛ و در طول محور این حکومت آنان بود که کاتبان مجال یافتند بسیاری از موضوعات آن روزگاران را بنگارند. در واقع آنان اولین کسانی هستند که دستاوردهای خویش را برای برای نسل‌های آینده نگاریده و محفوظ نگاشتند.